# رشد گیاه

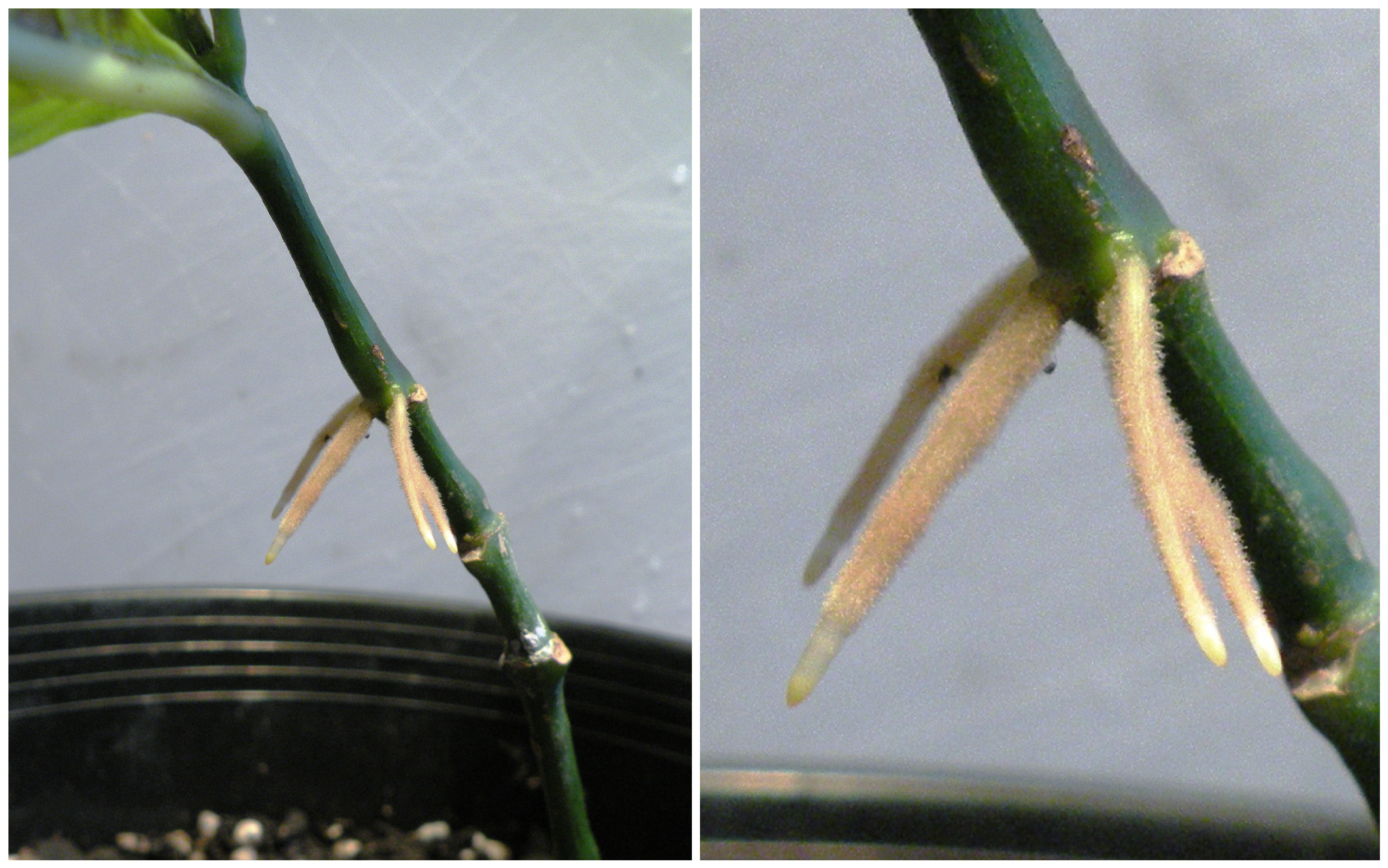
ریشه‌هایی که در بالای زمین بر روی یک قلمه Odontonema با نام Firespike تشکیل می‌شوند

نموداری که رشد گل در رشادی را نشان می‌دهد.

ساختارهای مهم در رشد گیاه عبارتند از: جوانه، اندام هوایی، ریشه، برگ و گل. گیاهان این بافت‌ها و ساختارها را در طول زندگی خود از مریستم‌های واقع در نوک اندام‌ها یا بین بافت‌های بالغ تولید می‌کنند؛ بنابراین، یک گیاه زنده همیشه دارای بافت‌های رویانی است. در مقابل، جنین جانور خیلی زود تمام اعضای بدن خود را که در زندگی خود خواهد داشت تولید می‌کند. هنگامی که جانور به دنیا می‌آید (یا از تخم خود بیرون می‌آید)، تمام اعضای بدن خود را دارد و از آن زمان تنها بزرگ‌تر و بالغ می‌شود. با این حال، هم گیاهان و هم جانوران از یک مرحله تبارنمود عبور می‌کنند که به‌طور مستقل تکامل یافته‌است و سبب محدودیت رشدی می‌شود که تنوع ریخت‌شناختی را محدود می‌کند.